# Automóvil blindado Tipo 92 Chiyoda
El Chiyoda fue el primer automóvil blindado producido en Japón, que entró en servicio con el Ejército Imperial Japonés en la década de 1930.

## Historia y desarrollo

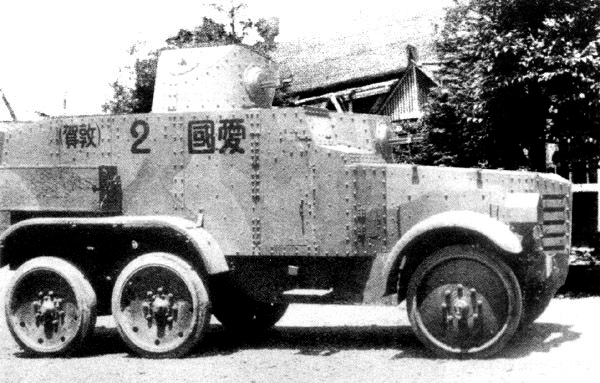
Un Chiyoda en 1935.

Fue diseñado en 1930 por la Fábrica de automóviles Chiyoda, división de Tokyo Gasu Denki KK, o Tokyo Gas and Electric Industries (hoy Hino Motors Ltd.), a partir del camión con 6 ruedas Tipo Q y con la designación "Tipo QSW". Tenía un motor de gasolina de 4 cilindros, con una potencia de 75 hp y una relación potencia/peso de 13,4 hp/t.
Diseñado a continuación del vehículo blindado Tipo 87, y estaba basado en el chasis, el motor y los componentes británicos de Wolseley producidos localmente y que había sido empleado por el ejército. Las cuatro ruedas de radios de los Wolseley fueron reemplazadas por seis ruedas de acero con llantas de caucho macizo. Su torreta era cilíndrica y presentaba un área inclinada en su lado derecho (bajo el puesto del conductor). En esta área podía instalarse un afuste de ametralladora para defensa antiaérea. Otro afuste de ametralladora estaba situado dentro de la torreta y un tercero a la izquierda del puesto del conductor. Además tenía tres troneras en los costados del chasis. Su tripulación era de 5 (comandante, conductor y tres ametralladoristas). Estaba armado con tres ametralladoras ligeras Tipo 91 de 6,5 mm.

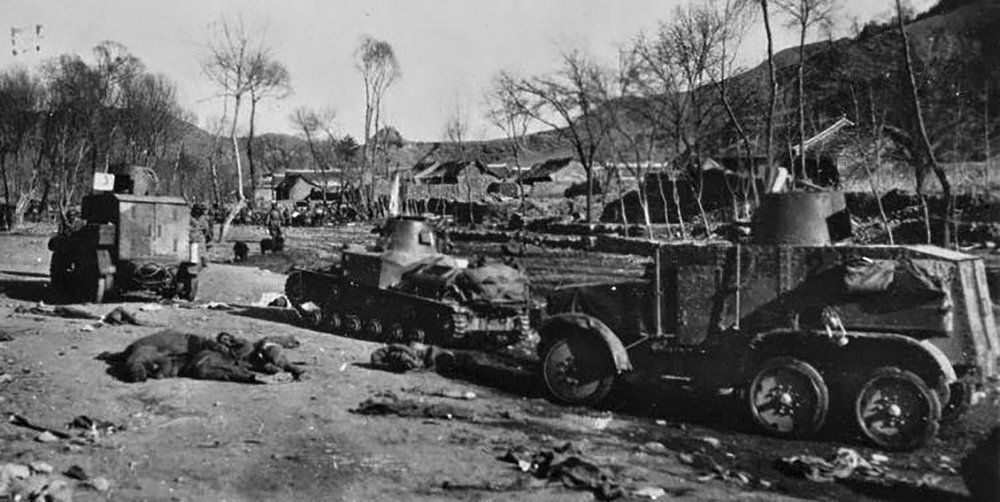
Un Chiyoda y una tanqueta Tipo 92 Jyu-Sokosha entrando en una aldea china, década de 1930.

Entró en servicio en 1931 y fue designado como "Automóvil blindado Tipo 92 Chiyoda". Este vehículo es con frecuencia erróneamente designado en la bibliografía occidental como "Automóvil blindado Aikoku", debido a la mala interpretación de los caracteres pintados en un vehículo empleado durante la Batalla de Shanghái de 1932. Aquel texto mencionaba al "Aikoku -Koto" (Partido de los Patriotas, en japonés), un partido político nacionalista y militarista que donaba dinero y equipo militar al Ejército Imperial Japonés (al igual que Hokoku con la Armada Imperial Japonesa). Se produjo un total de 200 automóviles blindados Chiyoda. Fueron empleados por el Ejército Imperial Japonés durante la primera mitad de la década de 1930 en varias operaciones en el norte de China para apoyar a la infantería y tareas de vigilancia en territorios capturados. Después de 1937 fueron reemplazados por la tanqueta Tipo 97 Te-Ke.